# Héctor Altamirano
Héctor "Pity" Altamirano Escudero (n. 17 de marzo de 1977 en Matías Romero, Oaxaca), es un exfutbolista y entrenador mexicano. 
Jugaba como lateral por derecha y anunció su retiro de las canchas el 24 de agosto de 2012.
Le dicen "Pity" porque significa tamal oaxaqueño (Altamirano es de Oaxaca).

## Futbolista
Luis Fernando Tena le otorgó la oportunidad de debutar en la Primera División de México con la Máquina Celeste del Cruz Azul el 14 de septiembre de 1997, enfrentando al Club Universidad Nacional en el Estadio Olímpico Universitario, en partido correspondiente a la Jornada 10 del Invierno 1997; el partido finalizó 2-2. El "Pity" ingresó por José Agustín Morales al iniciar el segundo tiempo y marcó gol al minuto 72. 
De cara al torneo Invierno 1998 fue cedido al Club Santos Laguna. En 7 Temporadas con los Alviverdes, Altamirano fue Subcampeón (Verano 2000) y Campeón de Liga (Verano 2001). Es autor de la icónica frase: «Un guerrero nunca muere». 
Se unió a San Luis FC, equipo recién ascendido, en el verano del 2005. En el Clausura 2006 fue Subcampeón de Liga, luego de caer por la mínima ante los Tuzos del Pachuca (Estadio Alfonso Lastras Ramírez 0-0 y Estadio Hidalgo 1-0).  
Jugó para Morelia en la Temporada 2006-2007 y la siguiente para Tecos.
En el verano del 2008 se sumó a la plantilla de Correcaminos de la UAT en la Primera División 'A' y en el Apertura 2009 lo hizo con los Tiburones Rojos de Veracruz, también en la División de Plata. 
En el Bicentenario 2010 retornó al Máximo Circuito con los Gallos Blancos de Querétaro. Salió del conjunto queretano al concluir el Clausura 2011.
Su último torneo como profesional fue con Cruz Azul Hidalgo en la Liga de Ascenso en el Clausura 2012.

## Auxiliar y entrenador
En la Temporada 2016-2017 dirigió a los Gallos Blancos de Querétaro en la Segunda División de México.
Durante la Temporada 2017-2018, fue auxiliar técnico de Luis Fernando Tena y Jaime Lozano en el primer cuadro de Querétaro Fútbol Club.

### Cimarrones
Estuvo al frente de los Cimarrones de Sonora en la Liga de Ascenso de México en el Apertura 2018. 

### Costa Rica
Después de que Gustavo Matosas fuera designado entrenador de Costa Rica, este eligió a Douglas Sequeira y a Héctor Altamirano, como sus auxiliares.  
En septiembre de 2019, Matosas renunció al cargo de entrenador. 

### Celaya
Dirigió a Celaya en la Liga de Ascenso, durante la Temporada 2019-2020. 

### Querétaro
El 27 de octubre de 2020, la directiva de Querétaro Fútbol Club, presentó a Altamirano como nuevo director técnico de los Gallos Blancos, en sustitución de Álex Diego. 
Fue cesado el 23 de agosto de 2021. 

### Correcaminos
Dirigió a Correcaminos de la UAT en la Liga de Expansión MX, del 9 de febrero de 2022 al 7 de noviembre de 2022.

### Cafetaleros
Estuvo al frente de Cafetaleros de Chiapas en la Segunda División de México, en el Apertura 2023.

### Herediano
El 26 de diciembre de 2023, fue presentado como el nuevo estratega del Club Sport Herediano de la Primera División de Costa Rica. 
El 23 de mayo de 2024, mediante un comunicado de prensa, el Huracán anunció su salida. 

## Clubes

### Futbolista
| Club                   | País   | Año           |
| ---------------------- | ------ | ------------- |
| Cruz Azul              | México | 1996-1998     |
| Club Santos Laguna     | México | 1998-2005     |
| San Luis Fútbol Club   | México | 2006-2007     |
| Morelia A (Cárnet)     | México | Clausura 2007 |
| Tecos                  | México | 2007-2008     |
| Correcaminos de la UAT | México | 2008-2009     |
| Veracruz               | México | Apertura 2009 |
| Querétaro FC           | México | 2010-2011     |
| Cruz Azul Hidalgo      | México | Clausura 2012 |

#### Estadísticas
| Cruz Azul México |                   |               |     |    |   |    |    |     |     |      |      |
| 1.ª | 1997-98           | 6             | 1   | -  | - | -  | -  | 6   | 1   | 0.17 |      |
| Total club | Total club        | 6             | 1   | 0  | 0 | 0  | 0  | 6   | 1   | 0.17 |      |
| Club Santos Laguna México |                   |               |     |    |   |    |    |     |     |      |      |
| 1.ª | 1998-99           | 23            | 0   | -  | - | -  | -  | 23  | 0   | 0    |      |
| 1.ª | 1999-00           | 26            | 2   | -  | - | -  | -  | 26  | 2   | 0.08 |      |
| 1.ª | 2000-01           | 41            | 3   | -  | - | -  | -  | 41  | 3   | 0.07 |      |
| 1.ª | 2001-02           | 43            | 15  | -  | - | 9  | 3  | 52  | 18  | 0.35 |      |
| 1.ª | 2002-03           | 38            | 8   | -  | - | -  | -  | 38  | 8   | 0.21 |      |
| 1.ª | 2003-04           | 35            | 7   | -  | - | 7  | 2  | 42  | 9   | 0.21 |      |
| 1.ª | 2004-05           | 31            | 2   | 2  | 2 | -  | -  | 33  | 4   | 0.12 |      |
| Total club | Total club        | 237           | 37  | 2  | 2 | 16 | 5  | 255 | 44  | 0.17 |      |
| San Luis FC México |                   |               |     |    |   |    |    |     |     |      |      |
| 1.ª | 2005-06           | 29            | 2   | -  | - | -  | -  | 29  | 2   | 0.07 |      |
| Total club | Total club        | 29            | 2   | 0  | 0 | 0  | 0  | 29  | 2   | 0.07 |      |
| Morelia México |                   |               |     |    |   |    |    |     |     |      |      |
| 1.ª | 2006-07           | 20            | 1   | -  | - | -  | -  | 20  | 1   | 0.05 |      |
| Total club | Total club        | 20            | 1   | 0  | 0 | 0  | 0  | 20  | 1   | 0.05 |      |
| Tecos México |                   |               |     |    |   |    |    |     |     |      |      |
| 1.ª | 2007-08           | 15            | 1   | -  | - | -  | -  | 15  | 1   | 0.07 |      |
| Total club | Total club        | 15            | 1   | 0  | 0 | 0  | 0  | 15  | 1   | 0.07 |      |
| Correcaminos de la UAT México |                   |               |     |    |   |    |    |     |     |      |      |
| 2.ª | 2008-09           | 27            | 5   | -  | - | -  | -  | 27  | 5   | 0.19 |      |
| Total club | Total club        | 27            | 5   | 0  | 0 | 0  | 0  | 27  | 5   | 0.19 |      |
| Veracruz México |                   |               |     |    |   |    |    |     |     |      |      |
| 2.ª | Apertura 2009     | 10            | 1   | -  | - | -  | -  | 10  | 1   | 0.1  |      |
| Total club | Total club        | 10            | 1   | 0  | 0 | 0  | 0  | 10  | 1   | 0.1  |      |
| Querétaro FC México |                   |               |     |    |   |    |    |     |     |      |      |
| 1.ª | Bicentenario 2010 | 9             | 1   | -  | - | -  | -  | 9   | 1   | 0.11 |      |
| 1.ª | 2010-11           | 30            | 3   | -  | - | -  | -  | 30  | 3   | 0.1  |      |
| Total club | Total club        | 40            | 4   | 0  | 0 | 0  | 0  | 40  | 4   | 0.1  |      |
| Cruz Azul Hidalgo México |                   |               |     |    |   |    |    |     |     |      |      |
| 2.ª | Clausura 2012     | 10            | 2   | -  | - | -  | -  | 10  | 2   | 0.2  |      |
| Total club | Total club        | 10            | 2   | 0  | 0 | 0  | 0  | 10  | 2   | 0.2  |      |
| Total carrera | Total carrera     | Total carrera | 394 | 55 | 2 | 2  | 16 | 5   | 412 | 62   | 0.15 |
| (1)Incluye datos de la Copa México e InterLiga (2)Incluye datos de la Copa Merconorte, Copa Libertadores y Concacaf Liga de Campeones |                   |               |     |    |   |    |    |     |     |      |      |

### Entrenador
| Club                     | País       | Año       |
| ------------------------ | ---------- | --------- |
| Querétaro Premier *      | México     | 2016-2017 |
| Querétaro FC (Auxiliar)  | México     | 2017-2018 |
| Cimarrones de Sonora     | México     | (2018)    |
| Costa Rica (Auxiliar)    | Costa Rica | (2019)    |
| Celaya                   | México     | 2019-2020 |
| Querétaro FC             | México     | 2020-2021 |
| Correcaminos de la UAT   | México     | (2022)    |
| Cafetaleros de Chiapas * | México     | (2023)    |
| Club Sport Herediano     | Costa Rica | 2023-2024 |

 Chivas
|Auxiliar
|  México
(2025)
|-

* Segunda División de México

## Selección nacional

### Sub-23
En el verano de 1999 fue citado por el entrenador José Luis Real para acudir a los Juegos Panamericanos 1999 en Winnipeg, Canadá; México venció en la final a Honduras por marcador de 3-1 y se colgó la medalla de oro. 
Acudió al Preolímpico de Concacaf de 2000, en donde la selección quedó en tercer lugar y por ende, fuera de los Juegos Olímpicos de Sídney 2000; Manuel Lapuente era el entrenador del Tricolor.

### Absoluta
Bajo la dirección técnica de Manuel Lapuente, debutó con la Selección mayor de México el 13 de octubre de 1999, en un partido amistoso ante Paraguay en Los Angeles Memorial Coliseum (Los Ángeles, California).
|                    | PJ | Minutos | Goles | Asistencias | Periodo   |
| ------------------ | -- | ------- | ----- | ----------- | --------- |
| Selección mexicana | 26 | 1,671   | 4     | 2           | 1999-2005 |

#### Partidos
| Fecha                   | Rival                  | Estadio                                      | Resultado | Competencia                     |
| ----------------------- | ---------------------- | -------------------------------------------- | --------- | ------------------------------- |
| 13 de octubre de 1999   | Paraguay               | Los Angeles Memorial Coliseum, Los Angeles   | 0-1       | Amistoso                        |
| 8 de febrero de 2000    | República Checa        | Estadio Hong Kong, Wanchai                   | 1-2       | Copa Carlsberg 2000             |
| 4 de febrero de 2003    | Argentina              | Los Angeles Memorial Coliseum, Los Angeles   | 0-1       | Amistoso                        |
| 12 de febrero de 2003   | Colombia               | Bank One Ballpark, Phoenix                   | 0-0       | Amistoso                        |
| 19 de marzo de 2003     | Bolivia                | Texas Stadium, Texas                         | 1-0       | Amistoso                        |
| 8 de mayo de 2003       | Estados Unidos         | Reliant Stadium, Houston                     | 0-0       | Amistoso                        |
| 31 de marzo de 2004     | Costa Rica             | The Home Depot Center, Carson                | 2-0       | Amistoso                        |
| 28 de abril de 2004     | Estados Unidos         | Cotton Bowl, Dallas                          | 1-0       | Amistoso                        |
| 19 de junio de 2004     | Dominica               | Alamodome, San Antonio                       | 0-10      | Eliminatoria                    |
| 27 de junio de 2004     | Dominica               | Estadio Victoria, Aguascalientes             | 8-0       | Eliminatoria                    |
| 7 de julio de 2004      | Uruguay                | Estadio Elías Aguirre, Chiclayo              | 2-2       | Copa América 2004               |
| 10 de julio de 2004     | Argentina              | Estadio Elías Aguirre, Chiclayo              | 0-1       | Copa América 2004               |
| 13 de julio de 2004     | Ecuador                | Estadio Elías Aguirre, Chiclayo              | 2-1       | Copa América 2004               |
| 18 de julio de 2004     | Brasil                 | Estadio Miguel Grau, Piura                   | 4-0       | Copa América 2004               |
| 8 de septiembre de 2004 | Trinidad y Tobago      | Hasely Crawford Stadium, Puerto España       | 1-3       | Eliminatoria                    |
| 27 de octubre de 2004   | Ecuador                | MetLife Stadium, East Rutherford             | 2-1       | Amistoso                        |
| 10 de noviembre de 2004 | Guatemala              | AT&T Center, San Antonio                     | 2-0       | Amistoso                        |
| 13 de noviembre de 2004 | San Cristóbal y Nieves | Bank One Ballpark, Miami                     | 0-5       | Eliminatoria                    |
| 17 de noviembre de 2004 | San Cristóbal y Nieves | Estadio Tecnológico, Monterrey               | 8-0       | Eliminatoria                    |
| 9 de febrero de 2005    | Costa Rica             | Estadio Ricardo Saprissa, San José           | 1-2       | Eliminatoria                    |
| 23 de febrero de 2005   | Colombia               | Estadio Carlos González y González, Culiacán | 1-1       | Amistoso                        |
| 9 de marzo de 2005      | Argentina              | The Home Depot Center, Carson                | 1-1       | Amistoso                        |
| 30 de marzo de 2005     | Panamá                 | Estadio Rommel Fernández, Panamá             | 1-1       | Eliminatoria                    |
| 8 de julio de 2005      | Sudáfrica              | The Home Depot Center, Carson                | 2-1       | Copa de Oro de la Concacaf 2005 |
| 12 de julio de 2005     | Jamaica                | Reliant Stadium, Houston                     | 1-0       | Copa de Oro de la Concacaf 2005 |
| 17 de julio de 2005     | Colombia               | Reliant Stadium, Houston                     | 1-2       | Copa de Oro de la Concacaf 2005 |

#### Goles
| Fecha                   | Rival                  | Gol | Resultado | Competencia       |
| ----------------------- | ---------------------- | --- | --------- | ----------------- |
| 27 de junio de 2004     | Dominica               |     | 8-0       | Eliminatoria      |
| 13 de julio de 2004     | Ecuador                |     | 2-1       | Copa América 2004 |
| 13 de noviembre de 2004 | San Cristóbal y Nieves |     | 0-5       | Eliminatoria      |
| 17 de noviembre de 2004 | San Cristóbal y Nieves |     | 8-0       | Eliminatoria      |

#### Participaciones en Selección nacional
| Categoría | Competencia                     | Sede           | Resultado        |
| --------- | ------------------------------- | -------------- | ---------------- |
| Sub-23    | Juegos Panamericanos 1999       | Winnipeg       | 1er. lugar       |
| Sub-23    | Preolímpico de Concacaf de 2000 | Estados Unidos | Tercer lugar     |
| Absoluta  | Copa Carlsberg 2000             | Hong Kong      | Subcampeón       |
| Absoluta  | Copa América 2004               | Perú           | Cuartos de final |
| Absoluta  | Copa de Oro de la Concacaf 2005 | Estados Unidos | Cuartos de final |

## Palmarés

### Futbolista

#### Campeonatos nacionales
| Categoría                  | Título        | Club               | País   |
| -------------------------- | ------------- | ------------------ | ------ |
| Primera División de México | Invierno 1997 | Cruz Azul          | México |
| Primera División de México | Verano 2001   | Club Santos Laguna | México |

#### Campeonatos internacionales
| Título                                | Club                      | Sede           | Año  |
| ------------------------------------- | ------------------------- | -------------- | ---- |
| Copa de Campeones de la Concacaf 1997 | Cruz Azul                 | Estados Unidos | 1997 |
| 1er. lugar Juegos Panamericanos       | Selección mexicana Sub-23 | Winnipeg       | 1999 |